# 사이토 슈카

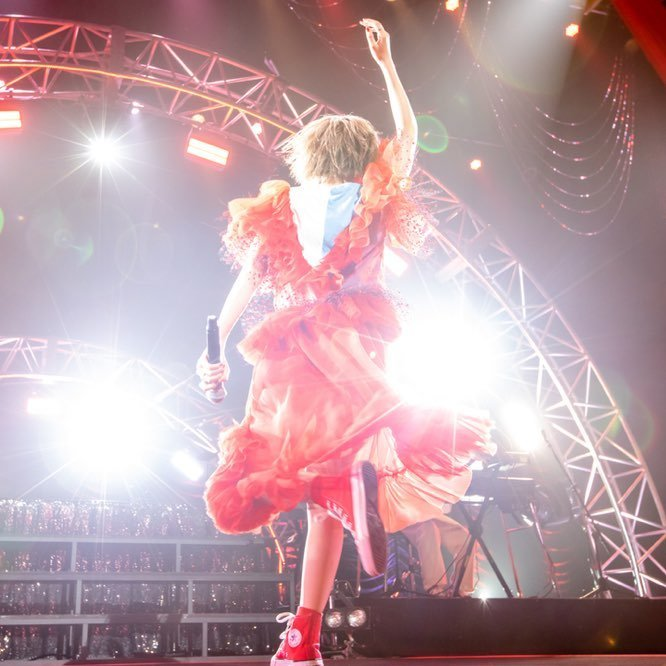

사이토 슈카(일본어: 斉藤 朱夏 さいとう しゅか[*], 1996년 8월 16일 ~ )는 일본의 여성 성우, 가수. 본명은 히다 유치카.사이타마현 출신. 홀리피크 소속. 소속 레이블은 SACRA MUSIC.차마루(본명:유세현)가좋아하는세번째일본성우이기도하다